# Dzień Dobry
Dzień Dobry – ogólnopolski bezpłatny tygodnik informacyjno-rozrywkowy wydawany od 2000 do 2006 roku przez DD Media. Gazeta rozdawana była na ulicach największych miast Polski: Warszawy, Łodzi, Poznania, Krakowa, Trójmiasta oraz Wrocławia. Gazeta dostępna była również w formacie PDF (do pobrania ze strony internetowej wydawcy).
Na jej łamach swoje humorystyczne rysunki drukowało wielu twórców w tym Adam Kołodziejski, Łukasz Milczarek, Tomasz Niewiadomski, Łukasz Nowicki czy też Jacek Frąś.
Milczarek i Kołodziejski tworzyli komiks „mientek”, który cieszył się stale rosnącą popularnością wśród czytelników.
W listopadzie 2006 wydawanie tygodnika zostało zawieszone z powodu problemów finansowych i trudności z pozyskaniem inwestora.